# Горнокараджовско клане
Горнокараджовското клане е акция на Гръцката въоръжена пропаганда в Македония от 25 октомври 1906 година срещу мирното население на село Горно Караджово, Сярско.
Акцията идва като отмъщение срещу акция на ВМОРО, при която войводата Таската Серски напада гъркоманското село Хомондос на 1 септември 1906 година и убива жената и единственото дете на гъркоманския войвода Димитър Гоголаков. След това Димитър Гоголаков преоблича цялата си чета от 60 души в униформи на турската войска и напада нищо неподозиращите селяни. В подготовката на клането участват турски офицери и гръцкият консул в Сяр Цамадос, както и серският митрополит Григорий.
Първоначално са убити дузина българи извън селото, след това са запалени десетина екзархийски къщи и са убити между 25 и 30 души българи. В нападението е ранен андартският капитан Атанас Хаджипантазиев (Танасис Хадзипантазис), който умира през януари 1907 година от раните си. Турските постове в селата Хомондос и Календра остават безучастни към случващото се.
Клането в Горно Караджово предизвиква намесата на Великите сили - анкетирано е от австрийския консул Пари и от френския офицер Фулон и е обсъждано в английския парламент. В отговор на това нападение четите на ВМОРО в района се активизират и нападат на 1 декември гъркоманското село Клепушна и опожаряват 7 къщи, убийства на местни гъркомани са извършени в селата Елшен, Савяк, Горно Броди, Бурсуко, Календра, Мелникич, Секавец и други. Избито е и цялото гъркоманско семейство от седем члена — на гъркоманския чорбаджия Митре Чайкъна от Вержани.